# Epidendrum lanceolatum
Epidendrum lanceolatum là một loài thực vật có hoa trong họ Lan. Loài này được Bradford ex Griseb. mô tả khoa học đầu tiên năm 1864.